# Лучинський Іван Володимирович
Іва́н Володи́мирович Лучи́нський (1 жовтня 1975 — 26 серпня 2014) — солдат 24-го батальйону територіальної оборони «Айдар» Збройних сил України, учасник російсько-української війни.

## Життєпис
Народився 1975 року в місті Ульяновка (Кіровоградська область). До села Руда Сквирського району родина переїхала 1981 року. Закінчив Рудянську школу, Білоцерківське професійне технічне училище № 15, здобув професію електромонтажника. Відслужив в армії, одружився; до 1998 року проживав в Росії. Повернувшись додому, проживав в селі Шамраївка Сквирського району. Працював охоронцем ТОВ «Сквирський комбінат хлібопродуктів», пожежником-рятувальником в Білій Церкві та Бучі, а з 2012 року — в ДНЗ «Сквирське вище професійне училище» електриком.
У часі війни з липня 2014 року — оператор, 24-й батальйон територіальної оборони «Айдар», псевдо «Луч».
26 серпня 2014 року Іван з айдарівцями їхав в УАЗі, яким Василь Пелиш вивозив важко пораненого в живіт побратима до найближчої лікарні у Хрящуватому. По дорозі на трасі в районі Новосвітлівка — Хрящувате терористи влучили у авто із танка. Усі, окрім Василя Пелиша, хто був в УАЗі — Іван та солдати Сергій Кононко, Борис Шевчук і Василь Білітюк, загинули від вибуху.
Перебував у списках зниклих безвісти. 23 грудня терористи передали українській стороні тіла 8 загиблих вояків. Упізнаний за експертизою ДНК.
Без Івана лишились батьки.
Похований в селі Руда Сквирського району.

## Нагороди та вшанування
За особисту мужність і героїзм, виявлені у захисті державного суверенітету та територіальної цілісності України, вірність військовій присязі під час російсько-української війни, відзначений — нагороджений
- орденом «За мужність» III ступеня (посмертно)
- Його портрет розміщений на меморіалі «Стіна пам'яті полеглих за Україну» у Києві: секція 3, ряд 2, місце 20
- Вшановується 26 серпня на щоденному ранковому церемоніалі вшанування українських захисників, які загинули цього дня у різні роки внаслідок російської збройної агресії[2]
- в селі Руда існує вулиця Івана Лучинського.[3]